# Chapin (Illinois)
Chapin – wieś w Stanach Zjednoczonych, w stanie Illinois, w hrabstwie Morgan.